# キャスパー・ワインバーガー
キャスパー・"キャップ"・ウィラード・ワインバーガー（英語：Caspar "Cap" Willard Weinberger、1917年8月18日 - 2006年3月28日）は、アメリカ合衆国の政治家、法律家。行政管理予算局長、保健教育福祉長官、国防長官を歴任した。

## 概要
国防長官としては歴代で3番目に長い在任期間（約6年10ヶ月）を誇り、この間レーガン大統領の時代では冷戦時代のアメリカの国防政策・戦略を指導した。特に戦略防衛構想（SDI）の推進や、イラン・コントラ疑惑の際に訴追されたことなどが知られる。国防長官辞任後は雑誌『フォーブス』の発行人も務めた他、イラン・イラク戦争時はイラクのバアス党政権援助に政府内で最も積極的だったにもかかわらず、2003年のイラク戦争開戦前にはサッダーム・フセイン政権の転覆を唱えるなどタカ派の論客として活躍した。
このように強硬派として知られる一方で、1987年12月にワシントンD.C.で署名される予定であった中距離核戦力全廃条約（INF全廃条約）に反対の立場を取っているとされることについて自身も特に否定しているが、国防長官就任当初最初に同条約の骨子を主張したのはワインバーガーである。

## 生い立ち
1917年8月18日にカリフォルニア州サンフランシスコにて、ヘルマン・ワインバーガーとセリーズ・カーペンター・ハンプソン夫妻を両親として誕生する。父はコロラド州出身の弁護士であり、母はヴァイオリニストだった。また、父方の曾祖父ナタン・ワインバーガー（ヴァインベルガー）はボヘミア出身の東欧系ユダヤ人であり、母方の祖父母はイングランドからの移民でアメリカ聖公会の信者であった。
1938年にハーバード大学を卒業し、マグナ・クム・ラウデで学位を得る。さらに1941年には同大学のハーバード・ロースクールを修了し、法務博士・専門職を取得する。同年アメリカ軍に兵卒として入隊し、第41歩兵師団に所属し、太平洋地域に派遣される。終戦直前にはアメリカ陸軍大尉に昇進し、ダグラス・マッカーサー麾下で情報担当の参謀を務めた。このような経歴を経て、ワインバーガーは早い時期から政治と歴史に対して関心を抱くようになった。特にイギリスのウィンストン・チャーチル首相から大きな影響を受け、チャーチルに対して特別な賛辞を贈るようになり、後にはしばしば彼の言葉を引用するようにまでなった。

## 弁護士として
戦後の1945年に軍を除隊したワインバーガーは連邦裁判所判事のもとでロー・クラークを務める。ロー・クラークの任期満了後の1947年にサンフランシスコの法律事務所に移り、弁護士活動に入った。

## 政治家

### 共和党の政治家として
1952年にカリフォルニア州議会下院議員選挙に立候補して当選し、3期務める。在任中は下院政府組織委員会の委員長を務め、主に州の水資源を管轄するカリフォルニア州水資源省の設置やカリフォルニア州水道プロジェクトの策定などに深く携わった。1958年にはカリフォルニア州司法長官選挙に出馬したものの落選するが、その後もカリフォルニアでの政治活動を継続し、1962年には共和党カリフォルニア州委員長に就任する。
1966年にロナルド・レーガンが共和党からカリフォルニア州知事選挙に出馬・当選すると、ワインバーガーは1967年に州行政管理・経済委員会委員長に、翌1968年には州財務長官に任命される。1970年には連邦政府に移り、リチャード・ニクソン政権において連邦貿易委員会委員長に就任する。さらに同年に行政管理予算局副局長に転じると、1972年には同局長に昇格し、1973年には第10代アメリカ合衆国保健教育福祉長官に任命される。リチャード・ニクソン大統領辞任後はカリフォルニア州に戻り、地元企業のベクテル社の副社長などを務めた。

### 国防長官

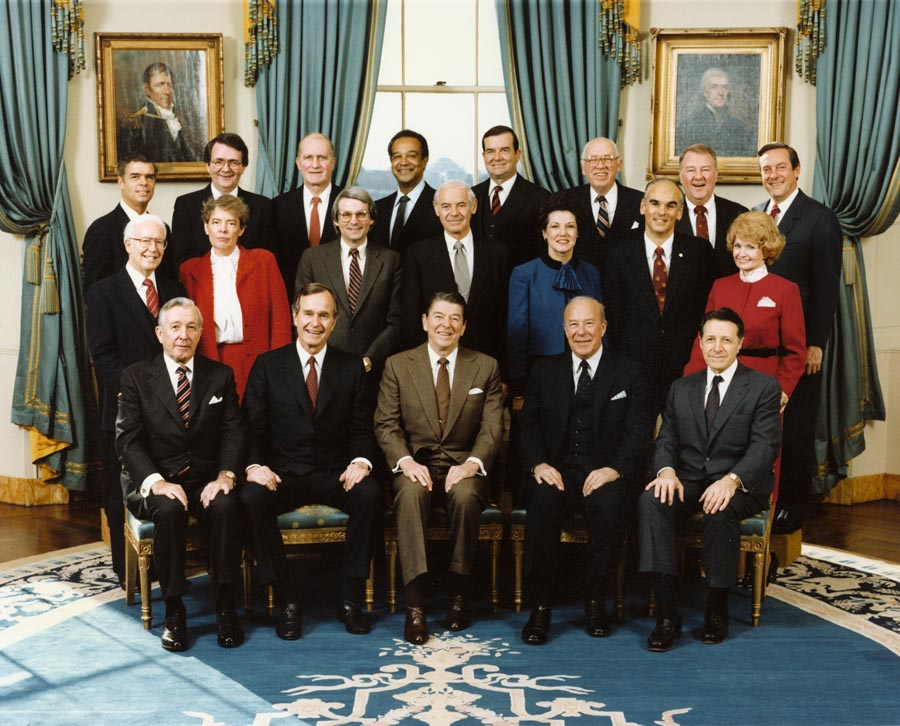
国防長官時代（前列1番右がワインバーガー）

1981年1月21日にロナルド・レーガン政権が発足すると、ワインバーガーは国防長官に就任した。ワインバーガーは軍務に就いた以外は国防・安全保障分野に関する経験は皆無に等しかったが、ワシントンでは有能な実務家として知られていた。行政費用を大幅に削減した際にはその辣腕家ぶりから「キャップ・ザ・ナイフ」（Cap the Knife）の異名を奉られていた。ワインバーガーはレーガン大統領と共に、アメリカ合衆国に対してソビエト連邦が重大な脅威を生み出していると強く確信し、共に対ソ強硬論を主張した。そして軍備増強と軍の近代化の推進を主導していく。キャップ・ザ・ナイフの異名が偽りかの如く国防長官に就任したワインバーガーは、レーガノミクスによって他の省庁が予算を削減されていく中でレーガンのアメリカ軍増強政策に歩調を合わせる形で国防予算を膨張させていった。国防総省の内部では即応力・維持能力及び近代化が合言葉となっていった。国防長官在任初期の数年は、ワインバーガーは巨額の国防予算を軍に注ぐ「キャップ・ザ・レードル」（Cap the Ladle、柄杓のキャップ）として知れ渡った。
国防長官としてアメリカ軍の大規模な再建を督励し、ワインバーガーはアメリカの核保有量の一層の増加を後押しした。更に一般に「スター・ウォーズ計画」の名で知られた戦略防衛構想（SDI）を強硬に主張した。レーガンとワインバーガーが実行したアメリカの大軍拡は巨大な経済的・軍事的圧力となって「悪の帝国」のソ連に向けられた。ソ連はアメリカに対抗する軍拡を実行するには余りにも社会主義システムが停滞し、ミハイル・ゴルバチョフによるペレストロイカの開始を迎える。このことが冷戦終結とついにはソビエト連邦の崩壊に繋がっていった。東西冷戦崩壊と国際秩序の変化はもたらされたが、その代償は双子の赤字に代表されるアメリカ経済の疲弊であった。

### イラン・コントラ事件
1986年11月にレバノンの新聞『アルシラア』誌によって、アメリカが密かに武器をイランに売却したと報道された。イラン・コントラ事件（イランゲート事件）である。ワインバーガーはイランへ対戦戦車ミサイル売却に関与していた。その後武器の売却に原則として反対したと弁明するが、事件の真相を求める圧力と国防予算の成立を前に、1987年11月23日に夫人の健康状態を理由に国防長官を辞任した。しかし辞任後のワインバーガーは特別検察官に指名されたローレンス・E・ウォルシュによって起訴された。ワインバーガーはイラン・コントラ事件において、いくつかの重罪訴因が存在したとして特別検察官によって形式起訴を受けたが、1992年12月24日にジョージ・H・W・ブッシュ大統領によって恩赦を受けた。

## 国防長官退任後と晩年
ワインバーガーは1人の大統領に仕えた人物としては最長の6年10か月（2人の大統領に跨がる最長在任者はロバート・マクナマラ）に渡って国防長官に在任した。辞任後の1989年に『フォーブズ』誌の発行人となる。1993年に会長に就任。その後10年以上に渡り、国防・安全保障問題について積極的に発言した。1990年代には国防長官時代を回顧した『平和のための戦い』（Fighting for Peace）を執筆した他、1996年に冷戦終了後のアメリカ軍について記述した『次の戦争』（The Next War）を発表した。ワインバーガーがこれらの著作を発表したことに対してはレーガン政権時代の同僚達から批判が上がり、出版後に接触を拒否する者も現れた。
2006年にメイン州マウント・デザート島に滞在中に病に倒れ、3月28日にメイン州バンゴーの病院で肺炎による合併症のため死去した。88歳であった。
同日にジョージ・W・ブッシュ大統領は「アメリカ軍を強化し、冷戦を勝ち取るために尽力した」とステートメントを出した。ドナルド・ラムズフェルド国防長官も記者会見で「冷戦に勝利する中心的な役割を果たした」とワインバーガーの死を悼んだ。
2006年4月4日にアーリントン国立墓地に埋葬された。

## 栄典
- 大統領自由勲章（1987年）
- 大英帝国勲章
- 勲一等旭日大綬章（1988年）